# پارادوکس دولوپمنت استودیو
پارادوکس دولوپمنت استودیو (به انگلیسی: Paradox Development Studio) یک توسعه‌دهنده بازی‌های ویدئویی در سوئد است که در سال ۱۹۹۵ بنا شد. این شرکت با شرکت پارادوکس اینتراکتیو در ارتباط است. از جمله بازی‌های توسعه یافته توسط این شرکت می‌توان به قلب‌هایی از آهن ۴، پادشاهان صلیبی ۲ و استلاریس نام برد.